# Inmigración estadounidense en Honduras
Inmigración de ciudadanos estadounidenses por diversos factores, hacia la república de Honduras. Los hondureños descendientes de estadounidenses es un aproximado entre 14 100 personas hasta unas 15 000 en total.

## Historia

### Antecedentes
Las trece colonias inglesas que declararon su independencia al Reino Unido de la Gran Bretaña el 4 de julio de 1776, constituyerón lo que actualmente es Estados Unidos de América y todos los residentes en aquellas, pasaron de ser súbditos de la monarquía británica, a ser ciudadanos estadounidenses.
A principios del siglo XIX aun se mantenían los encontronazos bélicos entre colonias de América y las monarquías europeas, pero una vez declaradas sus respectivas independencias, estos pasaron a formar nuevos estados, de allí que Honduras nace como tal el 15 de septiembre de 1821. Mientras, en la parte norte del continente se desarrolla por neocolonos la conquista del lejano oeste en busca de oro y de un sitio donde asentarse. Para 1860 los Estados Unidos conformaban casi toda la totalidad del Noreste del continente americano y a su vez estallaba la guerra de Secesión o "Guerra Civil Estadounidense" en la cual los Estados declarados Confederados del Sur, no reconocen la Constitución ni al presidente Abraham Lincoln.

### Primeras oleadas migratorias
En rebeldía plena dichos estados en su mayoría burócratas, hacendados y esclavistas herederos del linaje europeo monárquico, comenzaron a armarse y declarar la guerra a la administración central de Washington. Razón por la cual empezó la primera oleada de migración hacia el norte (Canadá) y oeste de Norteamérica, hacia México, el Cáribe y en menor cantidad hacía Centroamérica.
La república de Honduras, mientras estaba administrada por el Capitán general José María Medina aceptó la afluencia de migrantes de otros lugares del planeta. Una de las primeras fuentes de trabajo para los estadounidenses era la construcción del Ferrocarril Nacional, del cual el mismo aventurero Ephaim Squier hace hincapíe en sus notas. Mientras el primer registro migratorio y empadronamiento se realiza en la ciudad de San Pedro Sula, el 3 de mayo de 1867, cuando 61 ciudadanos estadounidenses provenientes del sur, encabezados por el coronel Malcom Green, realizan su petición formal de residir en Honduras. Seguidamente en la presidencia de la reforma liberal de Marco Aurelio Soto, se emitió una nueva ley con la premisa de llegada de imnigrantes con fines de desarrollo local y que posean capital extranjero; promoviendo así la fundación de la primera gran transnacional que operó a partir de 1880, la Rosario Mining Company. Estableciendo además la primera embajada de Estados Unidos en Honduras. Bajo la administración de Policarpo Bonilla, se emitió otra nueva Ley de Inmigración de fecha 1 de abril de 1895, esta misma se aplica a un nuevo flujo de migración proveniente de Estados Unidos, Alemania, Inglaterra, Francia, Italia, China y Palestina. La nueva Ley emitida en 1906, también se aplicó a los estadounidenses, europeos, árabes y judíos que hicieron su entrada a Honduras a principios del siglo XX. Los inmigrantes estadounidenses solían ser la mayoría de empleados en los trabajos de las compañías bananeras y de minería.

### SigloXX

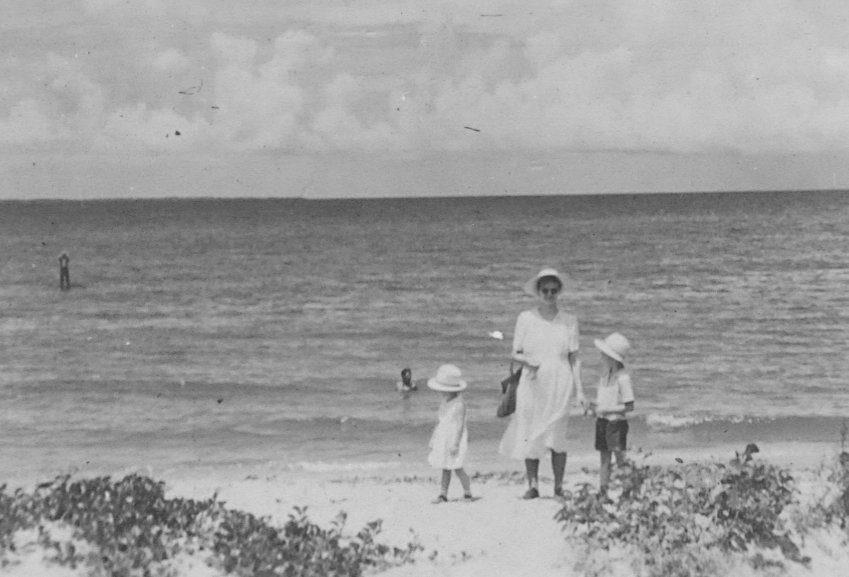
Una mujer estadounidense con sus hijos en las playas de Trujillo en 1951.

Las actuaciones de inversionistas estadounidenses en Honduras comenzó con la Rosario Mining Company fundada por el empresario Washington S. Valentine, seguidamente la Vaccaro Bros. fundó la United Fruit Company, seguidamente apareció la Standard Fruit Company, la Banca estadounidense J.P. Morgan en 1911 se hacía cargo de la deuda hondureña contraída con los ingleses y durante la administración de Manuel Bonilla, el empresario Samuel Zemurray fundaba la Cuyamel Fruit Company, con grandes beneficios otorgados por el gobierno hondureño. 
Bajo la administración presidencial de Vicente Mejía Colindres se emitió la nueva Ley de Inmigración de 1929, trajo consigo igualdad, racismo y xenofobia entre los ciudadanos hondureños y los inmigrantes, se pretendía detener el flujo inmigrante de árabes, chinos y negros y promovía la llegada de blancos europeos y norteamericanos. Las nuevas Leyes Migratorías de Honduras, emitidas en la administración de Tiburcio Carías Andino y posteriormente la del doctor Juan Manuel Gálvez, permitieron una mayor afluencia de inmigrantes hacia el país Centroamericano, con vistas al desarrollo nacional, al soporte y asistencia técnica tanto agraría como industrial.

## Otros motivos de arraigo
Aparte de la migración por motivos sociales, políticos, empresariales, etc. también existe el de la obra religiosa y del servicio militar, fueron muchos los estadounidenses, que adquirieron la nacionalidad hondureña mediante estos otros factores. Otro factor sería los bajos costos de compra de terrenos en Honduras en donde muchos terminan construyendo sus casas.   

### Obra misionera
Los primeros misioneros protestantes y evangélicos estadounidenses en llegar a territorio de Honduras, fueron de la Iglesia Morava a zona de la Mosquitía. Seguidamente se establecieron en Islas de la Bahía, luego lo hicieron en las ciudades costeras como: Puerto Cortés, La Ceiba, Tela, Trujillo, etc. Los primeros misioneros evangélicos en introducirse en Honduras fueron de la CAM Central Amnerican Mission, por los años de 1890 y subsiguientes, Todo con el fin de fundar iglesias y comunidades religiosas.  

### Intervenciones militares
Los países de Centroamérica a finales del siglo XIX, sufrieron diversas convulsiones fratricidas; es así que el gobierno estadounidense ha tenido que intervenir militarmente en tales países, con el único objeto de pacificar el área y de volver a la democracia. Entre las intervenciones armadas sucedidas por los US Marines, en Honduras están:
- 1903: Tropas de la infantería de marina interviene en la revolución en Honduras a favor del general Manuel Bonilla.
- 1907: Tropas de la infantería de marina desembarcan en las costas del norte de Honduras, durante la guerra con Nicaragua.
- 1911: Tropas estadounidenses dan protección a las empresas de los intereses de EE. UU. durante una revuelta civil.
- 1912: La infantería de marina protege los intereses económicos norteamericanos, en el norte de Honduras, durante una revuelta civil.
- 1919: La infantería de marina invade a Honduras para "mediar" en la primera guerra civil de Honduras, este suceso términa con elecciones generales.
- 1924: La infantería de marina realizan dos desembarcos en Honduras para "mediar" en la Segunda guerra civil de Honduras, en la cual un militar hondureño asume el gobierno, el general Vicente Tosta Carrasco. En este año Honduras ocupa el primer lugar mundial en la exportación de bananas, pero las ganancias son para la United Fruit Company.
- 1983-1989: Los gobiernos de Estados Unidos y Honduras, firman un convenio de maniobras militares entre ambos países y que se realizarán en territorio hondureño, durante ese tiempo, existe tensión en las fronteras con Guatemala, El Salvador y Nicaragua administrada bajo presidente sandinista. Se ayuda a la construcción de bases militares, estación de radar satelital y construcción del aeropuerto militar de Palmerola y otras pistas regionales como Base militar aérea El Aguacate que fue utilizada por la CIA.

### Primero registros de estadounidenses en Honduras
Registros de estadounidenses, legalmente empadronados y afincados en el país Centroamericano, según los censos 
realizados:
| Año  | País de origen            | Número de inmigrantes | Total de inmigrantes ese año |
| ---- | ------------------------- | --------------------- | ---------------------------- |
| 1887 | Estados Unidos de América | 185                   | 1444                         |
| 1910 | Estados Unidos de América | 668                   | 6211                         |
| 1926 | Estados Unidos de América | 1757                  | 8261                         |
| 1930 | Estados Unidos de América | 1313                  | 6531                         |
| 1935 | Estados Unidos de América | 1508                  | 7204                         |

En el año 2013 el censo oficial de los extranjeros nacionalizados hondureños fue de 29,000 personas, de los cuales 23,577 eran de países del continente americano, 2,939 de países de Europa, 56 de países de África, 19 de países de Oceanía y 2, 603 provenientes de Asia, de los cuales 1,415 son chinos.

## Establecimientos de trabajo con inversión estadounidense en Honduras
Algunas empresas estadounidenses afincadas en Honduras a lo largo del tiempo: 
- Cuyamel Fruit Company,
- Rosario Mining Company,
- Banco Nacional Hondureño,
- Banco de Honduras,
- SASA (Servicio Aéreo Sociedad Anónima),[Nota 4]
- Escuela Agrícola Panamericana,
- Máquilas en Choloma.
- Tela Rail Road Company

### Algunos estadounidenses radicados en Honduras
A lo largo de la historia de Honduras, se puede destacar a los siguientes estadounidenses, empresarios, profesores, etc, que han residido en el país centroamericano. 
- Washington S. Valentine, Presidente fundador de la empresa Rosario Minning Company.
- Paula Valentine, hija del empresario Washington S. Valentine, casada con el empresario hondureño Rafael Callejas Lozano.
- Mary Lester, laboró en 1877 en las escuelas destinadas para la formación de señoritas hondureñas con sistema de educación "estadounidense".
- Albert Huncal, empresario minero radicado en Santa Lucía.
- Guillermo Burchard, cónsul de Estados Unidos, padre de Victoria Burchard que casó con el general hondureño Carlos F. Alvarado.
- Cristina, María Elena, Concepción, Carmén Connor, en 1920, establecieron la Casa “Cristina Connor y Hermanas”.
- Luisa Benneton, casada en 1928 en Nueva Orleans con el periodista y abogado hondureño Arturo Martínez Galindo mientras se encontraba en el exilio durante la presidencia de Miguel Paz Barahona.
- A. Roy Gordon, en 1920 se convertiría en vicepresidente de la Rosario Mining Company, además fundó la Empresa de Transportes “Dean” Gordon & Sholes” en 1930.
- Dennis Lawrence, diplomático estadounidense en Honduras entre 1924 y 1925.
- Miguel Brooks, empresario socio de Televicentro e inversor del Banco El Ahorro Hondureño, S.A.
- James E. Woodburn. Aporto capital para la compra de un avión comercial para la Empresa TAH del neozelandés  Lowell Yerex.
- Guy Molony. Gerente de la Cervecería en 1931.[Nota 5]
- Benjamín Douglas Guilbert. Médico odontólogo radicado en Tegucigalpa, casado con la hondureña Isolina Lozano.
- Walter Turnbull. Gerente de la United Fruit Company en 1932.
- Roy Bartlett Nutter. Médico de la United Fruit Co. fundador del Hospital Viera en Tegucigalpa.
- Fred Thomas Peck. Empresario minero radicado en Olancho, casado con la hondureña Dolores Fernández.
- Sumner B. Morgan. Aviador que ejercía en Honduras.
- Mary Flake de Flores, fungio como Primera dama de Honduras durante la administración constitucional de su esposo, el Ingeniero Carlos Flores Facussé.
- Jacob Peak Imboden, cónsul norteamericano que se establece en Honduras en 1884 junto a su hermano Frank M. Imboden y su sobrino Frank Howard Imboden.
- Frank M. Imboden, hermano del Cónsul Jacob P. Imboden, fue representante de las compañías The Paraiso Reduction Company, Honduras Mining Company, The Central American Sindicate Company a partir de 1885.
- Walter Stephen Rice, originario de Nueva Orleans a principio de siglo XX como empleado de la Vaccaro Brothers y cuya de ascendencia única lleva el apellido Rice. Todas las familias Rice en Honduras provienen de este ciudadano norteamericano casado con María Cáceres Prudoth.

## Aportes a la sociedad hondureña
Factores importantes que la inmigración estadounidense ha contribuido en Honduras: Fuente de trabajo, idioma inglés, cultura, agricultura, industria, gastronomía, etc. 

## Apellidos
Benneth, Brooks, Connor, Douglas, Drummond, Gordon, Imboden, Jackson, Johnson, Lewis, Neal, Post, Rice, Smith, Stewart, Thomas, Yearwood, Watson, Williams.

## Migración estadounidense en la ficción
La novela La costa de los mosquitos (1981) de  Paul Theroux, narra la historia de un ciudadano estadounidense Allie Fox que decide cambiar su modo de vivir y decide mudarse a un país donde nadie le conozca y alejarse así de la civilización. Dicha historia también fue llevada al cine en 1986, interpretado por Harrison Ford.